# Túrkeve
Túrkeve è una città di 9.394 abitanti situata nella contea di Jász-Nagykun-Szolnok, nell'Ungheria centro-orientale.

## Amministrazione

### Gemellaggi
- Salonta, Romania